# 其至鞬
其至鞬，即率觽侯，為三國時期北鮮卑君主之一，也是北鮮卑第二任君主，接替烏倫，在位年期不詳。
現時資料只知此王之號為率觽侯及是烏倫之子，但其後又因不明原因，王制廢，属于辽西郡鲜卑。汉安帝元初六年（119年），鲜卑骑兵八九千穿代郡及马城塞入境杀害汉朝长吏，东汉派遣度辽将军邓遵、中郎将马续出塞追击得胜。永宁元年（120年），乌伦、其至鞬等七千馀人向邓遵投降，汉朝封乌伦为王，其至鞬为率众侯，赐采帛。邓遵去后，其至鞬再反，建光元年（121年）秋，攻打居庸关，击败云中太守成严，於马城围护乌丸校尉徐常于，度辽将军耿夔及幽州刺史解救。其至鞬势力强盛，控弦数万骑。延光元年（122年），数道入塞，攻雁门、定襄、太原。次年，以万骑在五原曼柏（今内蒙古达拉特旗东南）攻南匈奴单于，杀左奥鞬日逐王等千余人。延光三年（124年），攻打高柳，破南匈奴，杀渐将王。汉顺帝永建元年（126年），入塞攻代郡，杀太守李超。次年，为汉与南匈奴联兵所败。至阳嘉年间，仍扰汉边。他死后，鲜卑的劫掠才开始放缓。
| 前任： 率觽王烏倫 | 三國北鮮卑君主 | 繼任： 之后鲜卑君主檀石槐 |